# Vi khuẩn lao bò

## Sinh bệnh học của vi khuẩn lao bò
Mycobacterium bovis (M. bovis) là loại vi khuẩn hiếu khí phát triển chậm (16 đến 20 giờ) và là tác nhân gây bệnh lao ở gia súc (gọi là lao bò). Nó liên quan đến Mycobacterium tuberculosis, vi khuẩn gây bệnh lao ở người, và có thể nhảy qua hàng rào loài và gây bệnh lao ở người và các động vật có vú khác.

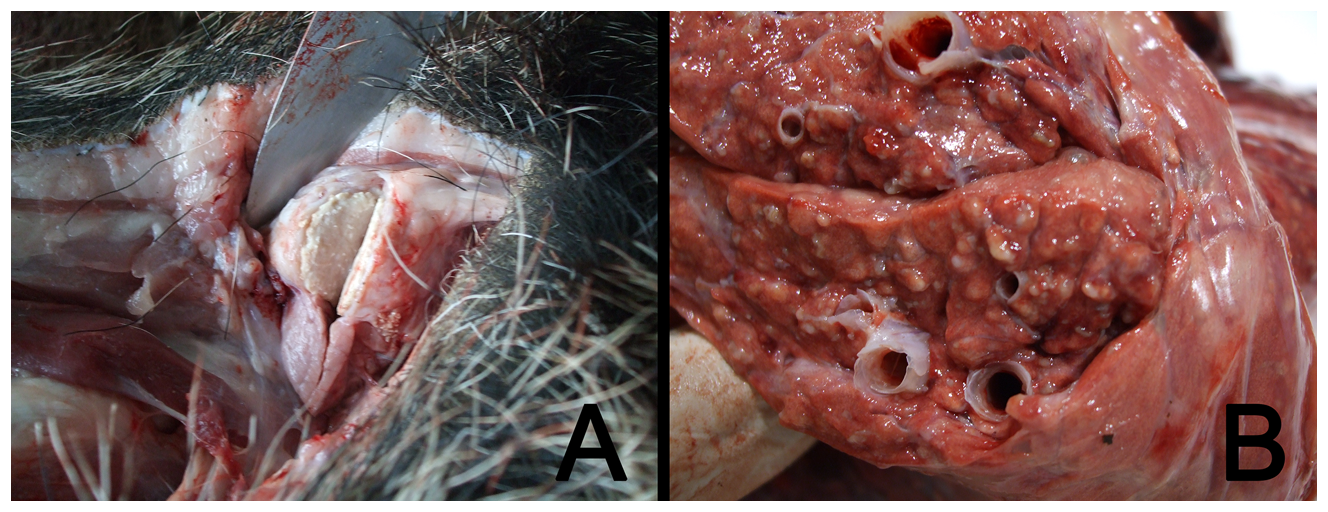
Lesions consistent with bovine tuberculosis on the lower jaw and lung of a wild boar

Trong nửa đầu của thế kỷ 20, M. bovis được ước tính là chịu trách nhiệm về thiệt hại nhiều hơn các động vật trong trang trại so với tất cả các bệnh truyền nhiễm khác kết hợp. Nhiễm trùng xảy ra nếu vi khuẩn xâm nhập vào.
M. bovis thường lây truyền sang người bằng cách tiêu thụ sữa bò nguyên chất, bị nhiễm bệnh, mặc dù nó cũng có thể lan truyền qua các giọt khí dung. Các bệnh nhiễm trùng thực tế ở người ngày nay hiếm gặp ở các nước phát triển, chủ yếu là do tiệt trùng vi khuẩn M. bovis trong sữa bị nhiễm bệnh. Tại Anh, gia súc được thử nghiệm bệnh này như là một phần của chương trình diệt trừ và tiêu huỷ nếu chúng thử nghiệm dương tính. Gia súc như vậy vẫn có thể vào chuỗi thức ăn của con người, nhưng chỉ sau khi một bác sĩ phẫu thuật thú y của chính phủ đã kiểm tra chứng nhận rằng nó phù hợp cho con người. Tuy nhiên, ở các khu vực của thế giới đang phát triển, nơi việc thanh trùng không phải là thói quen, M. bovis là một nguyên nhân tương đối phổ biến của bệnh lao ở người.
Bệnh lao bò là một bệnh truyền nhiễm mãn tính ảnh hưởng đến một loạt các động vật có vú, kể cả con người, gia súc, hươu, lạc đà không bướu, lợn, mèo nhà, động vật hoang dã  ăn thịt (cáo, chó sói Bắc Mỹ) và động vật ăn tạp (brushtail chung possum, mustelids và loài gặm nhấm); nó hiếm khi ảnh hưởng đến ngựa hoặc cừu. Bệnh có thể lây truyền theo nhiều cách; ví dụ, nó có thể lây lan trong không khí thở ra, đờm, nước tiểu, phân và mủ, do đó bệnh có thể lây truyền qua tiếp xúc trực tiếp, tiếp xúc với phân của động vật bị nhiễm bệnh, hoặc hít phải khí dung, tùy thuộc vào loài có liên quan.

## Kiểm soát lao bò tại New Zealand
Ở New Zealand, loài có đuôi được sử dụng phổ biến là một vectơ cho sự lây lan của M. bovis. Các Luật An toàn sinh học (Biosecurity Act) 1993, được thành lập một chiến lược quản lý tai họa quốc gia, là pháp luật đằng sau kiểm soát của bệnh ở New Zealand. Các Ban sức khỏe động vật (Animal Health Board) hoạt động như một chương trình toàn quốc kiểm soát gia súc và thú có túi, với mục tiêu xoá M. bovis từ các loài vector hoang dã trên 2,5 triệu ha - hoặc một phần tư - của khu vực có nguy cơ New Zealand, bởi năm 2026, cuối cùng triệt tiêu bệnh hoàn toàn.
Chương trình New Zealand không có TB được coi là "dẫn đầu thế giới". Nó đã giảm tỷ lệ thành công nhiễm trâu bò và hươu từ hơn 1700 năm 1994 xuống còn dưới 100 đàn vào tháng 7 năm 2011. Phần lớn thành công này có thể là do kiểm soát gia súc bền vững giảm nhiễm trùng chéo và phá vỡ chu kỳ bệnh. Ví dụ, tại Hohotaka, ở phía Bắc Trung tâm của New Zealand, công việc kiểm soát từ năm 1988 đến năm 1994 đã đạt được sự giảm đáng kể trung bình 87,5% trong mật độ của các thú có túi bị nhiễm bệnh lao. Theo dự kiến, tỷ lệ mắc bệnh lao hàng năm ở đàn gia súc địa phương do đó giảm một lượng tương tự (83,4%).
Thú có túi được kiểm soát thông qua một sự kết hợp của bẫy, mồi, và các phương pháp khác là không thực tế, điều trị với chất độc 1080 là không thực.
Từ năm 1979 - 1984, quyền kiểm soát thú có túi bị ngừng lại do thiếu kinh phí. Bất chấp việc thử nghiệm TB thường xuyên của đàn gia súc, số lượng đàn gia súc bị nhiễm bệnh đã tăng lên và tiếp tục tăng cho đến năm 1994.  Khu vực New Zealand chứa các loài động vật hoang dã bị nhiễm TB đã mở rộng từ khoảng 10% của đất nước lên 40% .
Thú có túi là có tác dụng như vật truyền của bệnh lao, dường như được tạo điều kiện thuận lợi bởi hành vi của họ khi họ không chịu nổi căn bệnh này. Các động vật bị bệnh TB giai đoạn cuối có biểu hiện hành vi ngày càng thất thường, chẳng hạn như mạo hiểm vào ban ngày để có đủ thức ăn để ăn, và tìm kiếm các tòa nhà để giữ ấm. Kết quả là, chúng có thể đi lang thang trên bãi cỏ, nơi chúng tự nhiên thu hút sự chú ý của gia súc và hươu tò mò. Hành vi này đã được ghi lại trên video.

## Kiểm soát lao bò tại Anh
Vào những năm 1930, 40% gia súc ở Anh bị nhiễm M. bovis và 50.000 trường hợp nhiễm M. bovis ở người đã được báo cáo hàng năm. Theo DEFRA và Cơ quan Bảo vệ Sức khỏe (Health Protection Agency- HPA), nguy cơ nhiễm lao từ gia súc ở Anh ngày nay rất thấp. HPA đã nói rằng 3/4 trong số 440 trường hợp người được báo cáo về HPA từ năm 1994 đến 2006 đã ở độ tuổi 50 và cao hơn và chỉ có 44 trường hợp (10%) được biết là không phải người Anh sinh ra.
Badgers (Meles meles) lần đầu tiên được xác định là mang M. bovis vào năm 1971, nhưng báo cáo của một ủy ban đánh giá độc lập năm 1997 (Báo cáo Krebs) kết luận: "bằng chứng thực sự" M. bovis nhiễm ở gia súc... Tuy nhiên, mối liên hệ nhân quả... chưa được chứng minh. Về bản chất, sự đóng góp của đối với vấn đề lao trong gia súc Anh là vào thời điểm này một giả thuyết cần được kiểm tra, theo báo cáo. Thử nghiệm theo dõi ngẫu nhiên   (được thiết kế, giám sát và phân tích bởi Nhóm khoa học độc lập về lao động gia súc, hoặc  Scientific Group on Cattle- ISG ) đã kiểm tra giả thuyết này bằng cách tiến hành một thử nghiệm lớn lựa chọn trên phạm vi rộng rãi (tiên phong thực hiện) và phản ứng cục bộ (so với các khu vực mà không nhận được lựa chọn). Trong báo cáo cuối cùng của họ,  ISG kết luận: "Đầu tiên, trong khi các kẻ lặt vặt rõ ràng là một nguồn lao động gia súc, việc đánh giá cẩn thận dữ liệu của chúng tôi và của người khác chỉ ra rằng việc tiêu huỷ bọ chét có thể không có đóng góp ý nghĩa đối với việc kiểm soát bệnh lao ở Anh. Thứ hai, điểm yếu trong các chế độ kiểm tra gia súc có nghĩa là gia súc tự đóng góp đáng kể vào sự tồn tại và lây lan bệnh ở tất cả các khu vực mà bệnh lao xảy ra, và ở một số vùng của Anh có thể là nguồn lây nhiễm chính Những phát hiện khoa học cho thấy tỷ lệ mắc bệnh tăng lên có thể bị đảo ngược, và sự lây lan địa lý chứa đựng, bởi việc áp dụng các biện pháp kiểm soát dựa trên gia súc một cách cứng nhắc. " Ngày 26 tháng 7 năm 2007, Bộ trưởng Bộ Ngoại giao, Bộ Môi trường.
Ở Anh, nhiều động vật có vú khác đã bị phát hiện nhiễm M. bovis, mặc dù tần suất cô lập thường ít hơn nhiều so với bò và lửng. Trong một số lĩnh vực Tây Nam nước Anh, hươu, đặc biệt là hươu hoang dã do chúng thích giao du hành vi, đã được liên quan như một vật chủ tốt để truyền bệnh lao bò, một căn bệnh mà ở Anh vào năm 2005 chi phí £ 90 triệu trong nỗ lực tiêu diệt. Người ta đã lập luận rằng ở một số khu vực địa phương, nguy cơ lây nhiễm sang gia súc từ hươu hoang dã lớn hơn so với những con lửng. 
Lý do chính khiến Sở Môi trường, Thực phẩm và Nông thôn (Department for Environment, Food and Rural Affairs) yêu cầu tiêu huỷ gia súc bị nhiễm hoặc nghi ngờ là phải đáp ứng các quy định của EU về xuất khẩu thịt và sản phẩm từ sữa sang các nước thành viên khác. Không có lý do đạo đức hay thú y nào tồn tại là tại sao các động vật bị nhiễm bệnh không thể tiếp tục sống cho đến khi chúng được giết mổ bình thường. Tất cả các sản phẩm thịt và sữa vẫn có thể được bán vào chuỗi thức ăn của con người, cung cấp các kiểm tra thịt có liên quan và sữa tiệt trùng đã được áp dụng. 
Sự lây lan bệnh cho người bởi vật nuôi trong nước trở nên rõ ràng vào tháng 3 năm 2014 khi Public Health England thông báo hai người ở Anh phát triển nhiễm trùng TB sau khi tiếp xúc với mèo nhà. Hai trường hợp của con người đã được liên kết với 9 trường hợp nhiễm TB ở mèo ở Berkshire và Hampshire trong năm 2013. Đây là những trường hợp được ghi nhận đầu tiên về lây truyền từ mèo sang người.
Trong một ý kiến năm 2010 trong xu hướng trong vi sinh vật, Paul và David Torgerson lập luận rằng bệnh lao bò là một vấn đề y tế công cộng không đáng kể ở Anh, cung cấp sữa là tiệt trùng. Lao bò rất hiếm khi lây lan bằng các giọt nước nhỏ từ gia súc sang người. Do đó, chương trình kiểm soát bệnh lao bò ở Anh dưới hình thức hiện tại của nó là một sự phân bổ sai tài nguyên và không mang lại lợi ích cho xã hội. Thật vậy, rất ít bằng chứng tồn tại về lợi ích chi phí tích cực cho ngành chăn nuôi, vì ít nghiên cứu đã được thực hiện về chi phí trực tiếp của lao bò đối với chăn nuôi. Sữa tiệt trùng là sự can thiệp y tế công cộng duy nhất ngăn cản sự lây truyền bệnh lao bò cho con người, và không biện minh cho chính sách kiểm tra và tiêu hủy hiện nay ở Anh được nhìn thấy.
Vào tháng 7 năm 2010, vấn đề thứ hai của tài liệu thảo luận Bệnh lao bò, Time for a Rethink   đã được công bố bởi Rethink Bovine TB, một nhóm nghiên cứu độc lập. Bài báo xem xét chính sách hiện tại ở Anh và xứ Wales. Nó đề xuất một giải pháp thay thế vừa hữu ích vừa hiệu quả về chi phí. Trong bài báo, bằng chứng được rút ra từ Defra và tác phẩm của các giáo sư Paul và David Torgerson.
Vào tháng 3 năm 2012, nhóm nghiên cứu Bow Group đã công bố một bài báo nhằm thúc đẩy chính phủ xem xét lại kế hoạch tiêu hủy hàng nghìn lửng để kiểm soát bệnh lao bò, nói rằng những phát hiện của những thử nghiệm tiêu hủy chính của Labour vài năm trước đó. . Bài báo này do tác giả Graham Godwin-Pearson sáng tác với lời tựa của ca sĩ Brian May và những đóng góp của các nhà khoa học về bệnh lao hàng đầu, bao gồm cả Lord Krebs.

## Kiểm soát lao bò tại Hoa Kỳ

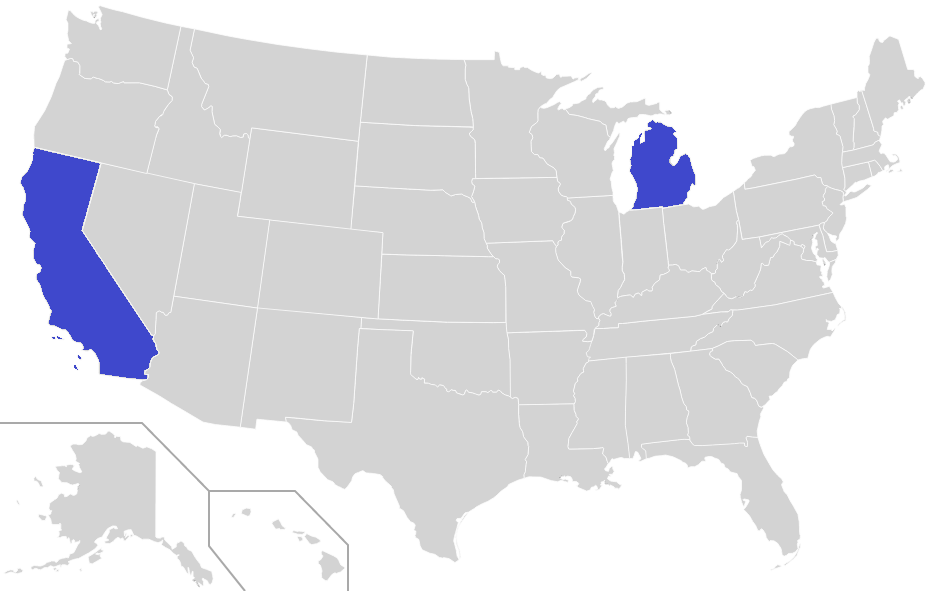
As of the end of 2013, the USDA has accredited cattle herds in all US states except for Michigan and California as being free from bovine TB.

Nhiễm trùng M. bovis ở gia súc tại Hoa Kỳ không phổ biến. M. bovis là loài đặc hữu ở hươu đuôi trắng (Odocoileus virginianus) ở phần Đông Bắc của Michigan và phía bắc Minnesota, và nhập khẩu rải rác bệnh từ Mexico. Chỉ có hươu đuôi trắng đã được xác nhận là một vật chủ trong dịch bệnh lao bò ở Michigan, mặc dù các động vật có vú khác như gấu trúc (Procyon lotor), thú có túi (Didelphis virginiana), và chó sói (Canis latrans) có thể lan tràn và chết vật chủ.  Con hươu đuôi trắng là một vật bảo trì cho M. bovis vẫn là rào cản đáng kể đối với việc xóa bỏ dịch bệnh trên toàn quốc của Hoa Kỳ trong chăn nuôi. Trong năm 2008, 733.998 thợ săn hươu được cấp phép thu hoạch khoảng 489.922 con nai đuôi trắng trong nỗ lực kiểm soát sự lây lan của bệnh. Những thợ săn này đã mua hơn 1,5 triệu thẻ thu hoạch hươu. Giá trị kinh tế của việc săn hươu đến nền kinh tế của Michigan trong nỗ lực tiêu diệt bệnh lao là đáng kể. Ví dụ, năm 2006, các thợ săn đã bỏ ra 507 triệu USD để săn hươu nai đuôi trắng ở Michigan.

## Thế giới
Căn bệnh này được tìm thấy ở gia súc trên toàn cầu, nhưng một số quốc gia đã có thể giảm hoặc hạn chế tỷ lệ mắc bệnh thông qua một quá trình 'kiểm tra và tiêu hủy' của gia súc. Hầu hết châu Âu và một số nước Caribê (bao gồm Cuba) hầu như không có M. bovis. Úc chính thức được miễn nhiễm căn bệnh này kể từ khi chương trình BTEC thành công, nhưng nhiễm trùng có thể tồn tại trong trâu nước hoang dã trong các phần riêng biệt của Lãnh thổ phía Bắc. Ở Canada, nai hoang dã bị ảnh hưởng và hươu đuôi trắng được tìm thấy trong và xung quanh Vườn quốc gia Riding Mountain National Park ở Manitoba. Để cải thiện khả năng kiểm soát và loại trừ bệnh lao bò, Cơ quan Kiểm định Thực phẩm Canada đã chia Manitoba thành hai khu vực quản lý: Khu vực Riding Mountain, khu vực đã phát hiện bệnh và Khu vực Manitoba TB Eradication, phần còn lại của tỉnh bên ngoài RMEA không tìm thấy căn bệnh này. Căn bệnh này cũng được tìm thấy ở trâu châu Phi ở Nam Phi.
M. bovis có thể truyền từ người sang người; một ổ dịch xảy ra ở Birmingham, Anh, vào năm 2004, và từ người sang gia súc, nhưng những trường hợp như vậy rất hiếm.
Ở Mexico, bệnh này phổ biến và gia tăng ở người.